# Fernand Meyer
Fernand Meyer is een Frans tibetoloog, antropoloog en historicus.
Meyer is anno 2009 studiedirecteur van de École pratique des hautes études. Daarnaast is hij voor het Centre national de la recherche scientifique verantwoordelijk voor de onderzoeksgebieden milieu, samenleving en cultuur in de Himalaya-regio
Hij is gespecialiseerd in Tibetaanse geneeskunde en doet onderzoek naar therapieën, levensconcepten en natuur binnen de Tibetaans boeddhistische en culturele tradities die binnen de niet-medische Tibetaanse literatuur zijn beschreven.
Fernand Meyer schreef zelf en samen met anderen tientallen werken. Hij werkte onder meer samen met Anne-Marie Blondeau en Katia Buffetrille.